# Múcio Athayde
José Múcio Ataíde Fróis (Montes Claros, 25 de agosto de 1936 — Rio de Janeiro, 11 de setembro de 2010), conhecido como Múcio Athayde, foi um empresário e político brasileiro, conhecido principalmente por seus empreendimentos imobiliários. Ele desenvolveu, a partir da década de 1970, o projeto Centro da Barra (mais tarde Athaydeville), projeto no Rio de Janeiro que resultou em edifícios inacabados e apartamentos não entregues. Athayde também foi deputado federal duas vezes e foi dono de vários veículos de comunicação.

## Carreira
Filho de Hermes Fróis e Augusta Ataíde Fróis, Athayde estudou em seminários em Diamantina e Mariana e formou-se em Direito pela Universidade de Minas Gerais em 1958. Na época, fundou a Múcio Athayde Construtora, pela qual executou vários empreendimentos notáveis em Belo Horizonte, como o Iate Clube da Pampulha e os edifícios Lagoa Dourada, Jaguaraçu, Cidade de Cláudio e Superbuilding Valente.
Athayde foi um construtor pioneiro em Brasília, onde lançou os edifícios comerciais Márcia e Maristela . Esses prédios foram entregues sem elevadores, o que levou Athayde a ser acionado na Justiça por compradores lesados.
Em 1962, Athayde foi acusado de promover campanha contra o Banco da Lavoura de Minas Gerais através de anúncios na imprensa e de boletins lançados por avião. Ele foi processado como incurso na Lei da Economia Popular e na Lei de Segurança Nacional, sendo defendido pelo advogado Sobral Pinto.
Depois de breve passagem pela União Democrática Nacional, Athayde filiou-se ao Partido Trabalhista Brasileiro. Em 3 de abril de 1963 assumiu, como suplente, cadeira na Câmara dos Deputados em coligação com o Partido Social Trabalhista e o Partido Libertador. No mesmo ano, Athayde apresentou pré-candidatura à sucessão do governador José de Magalhães Pinto. O Tribunal Regional Eleitoral de Minas Gerais rejeitou a candidatura, pois a Constituição estadual exigia idade mínima de 30 anos..
Athayde apoiou ativamente as reformas de base do presidente João Goulart, promovendo concentrações populares em prol do governo. Com a instalação do regime militar, foi acusado de corrupção e teve seus direitos políticos cassados por dez anos por força do Ato Complementar Número Quatro, de 13 de abril de 1964. Em 11 de fevereiro de 2010 o Ministério da Justiça declarou Athayde anistiado político, concedendo-lhe uma indenização de R$ 100 mil..

### Centro da Barra/Athaydeville
Em 1968 Athayde comprou de Ivete Palumbo uma área na Barra da Tijuca destinada a seus projetos imobiliários; dúvidas sobre a propriedade original da terra levaram Athayde e Palumbo a moverem ações um contra o outro.. O empreendimento, intitulado Centro da Barra, foi lançado no fim da década de 1960, com projeto de Lúcio Costa e Oscar Niemeyer.
Falhas, atrasos e irregularidades de registro marcaram as obras desde o início. Renomeado Athaydeville, o projeto foi reduzido de 76 torres residenciais para apenas quatro (três foram erguidas, das quais duas foram entregues aos adquirentes e uma segue desocupada), e várias parcelas de terreno foram transferidas a outros empresários. A Desenvolvimento Engenharia, empresa de Athayde responsável pelo empreendimento, teve sua falência decretada em 2006.

### Retorno à política
Com a abertura política, em 1979, Athayde filiou-se ao PMDB, e em 1982 tornou-se o deputado federal mais votado do recém-criado estado de Rondônia. Ele foi membro titular da Comissão de Finanças e suplente da Comissão de Economia, Indústria e Comércio, e participou de várias missões oficiais em entidades internacionais de combate ao câncer.
Athayde buscou criar uma base política em Brasília durante seu mandato de deputado federal. Em 1984 e 1985, na expectativa de tornar-se governador do Distrito Federal (que então era nomeado pelo presidente da República), deu forte apoio à campanha presidencial de Tancredo Neves, mas o governo distrital foi assumido por José Aparecido de Oliveira.
Athayde apresentou emenda constitucional pela introdução de eleições diretas no Distrito Federal, mobilizou lideranças comunitárias e fez intensa autopromoção como "o homem do chapéu" na periferia da capital. Ao mesmo tempo, adquiriu jornais, rádios e TVs em vários estados, formando uma rede de comunicação para apoiar seus projetos políticos e criticar a administração de José Aparecido.. Porém, o registro de sua candidatura ao Senado Federal, em 1986, foi rejeitado pelo Tribunal Regional Eleitoral, que acatou a denúncia de abuso de poder econômico. 
Em 1987, findo seu mandato na Câmara dos Deputados, Athayde encerrou sua carreira política.

### Outras atividades
Durante seu período de cassação política, Athayde liderou grupo que adquiriu o controle acionário do Banco Santa Cruz, depois renomeado Banco da Província de Minas Gerais.
Ele criou o Instituto Múcio Athayde de Combate ao Câncer, responsável por premiação de pesquisas no setor.
Arrendatário do jornal O Guaporé e de uma rádio em Rondônia, Athayde comprou o jornal Última Hora de Brasília (renomeado Correio do Povo e O Povo de Brasília) e, em Goiânia, tornou-se dono da TV Goyá e da Rádio Formosa AM..
Em agosto de 1988, adquiriu do empresário Claudio Macário 49% da segunda versão da TV Rio em negócio que envolveu imóveis no Athaydeville e permutas comerciais. As ações de Athayde na TV Rio foram vendidas em 1992 a um grupo de empresários cariocas encabeçados por Claudomir de Andrade.
Com planos de emigração, Athayde encerrou sua participação em veículos de comunicação e afastou-se do noticiário brasileiro, apesar de seguirem inúmeras pendências judiciais contra suas empresas. Ele argumentava que a demora na entrega dos imóveis do Athaydeville se devia a um bloqueio econômico do BNH e da Caixa Econômica Federal. Athayde manteve negócios com imóveis de luxo em Miami através da empresa New Florida Properties. A empresa faliu, mas foi reativada em 2002.

## Vida pessoal
Athayde casou-se em 21 de dezembro de 1963, em Belo Horizonte, com Staël Abelha, Miss Brasil de 1961. Anteriormente, Athayde namorou Márcia Kubitschek, filha do presidente Juscelino Kubitschek. Mucio Athayde teve tres filhos, sendo um deles, Rondon Athayde, que assassinou  com golpes violentos usando duas barras de ferro, sua namorada Ana, no Estado norte-americano de Maine, onde residiam com duas filhas  menores,  recebemdo uma sentenca de 50 anos.

## Morte
Athayde morreu em 2010 numa clínica do Rio de Janeiro. Na cerimônia de 6 de dezembro de 2012 que devolveu simbolicamente os mandatos aos deputados federais cassados pelo regime militar, Athayde foi homenageado in memoriam.